# Chaplin som Emigrant
Chaplin som Emigrant er en amerikansk stumfilm fra 1917 af Charles Chaplin.

## Medvirkende
- Charles Chaplin
- Edna Purviance
- Eric Campbell
- Albert Austin
- Henry Bergman